# Reggio Calabria repülőtér
A Reggio Calabria repülőtér (IATA: REG, ICAO: LICR) Olaszország egyik belföldi forgalmú repülőtere, amely Reggio Calabria közelében található. Éves utasforgalma 202 386 fő (2022).

## Futópályák
A repülőtér futópályái:
- 15/33 (aszfaltbeton)
- 11/29 (aszfaltbeton)

## Forgalom
Az utasforgalom az elmúlt években az alábbi módon változott:
| Utasok száma | 544 139 | 463 662 | 272 859 | 583 596 | 509 058 | 571 694 | 522 849 | 381 442 | 365 391 | 202 386 |
|              | 1999    | 2002    | 2004    | 2007    | 2009    | 2012    | 2014    | 2017    | 2019    | 2022    |

## Légitársaságok és úticélok
2025-ben a Reggio Calabria repülőtérről az alábbi járatok indulnak (Utoljára frissítve: 2025-03-20):
| Légitársaság | Célállomások |
| ------------ | --- |
| ITA Airways  | Milan–Linate, Róma–Fiumicino |
| Ryanair      | Barcelona, Beauvais, Berlin, Bologna, Charleroi, Dublin, Hahn, Katowice, London–Stansted, Marseille, Milan–Malpensa, Pisa, Turin, Venice |